# Championnat du Nigeria de football 2016
Navigation
Saison précédente Saison suivante
La saison 2016 du Championnat du Nigeria de football est la vingt-sixième édition de la première division professionnelle au Nigeria, la Premier League. Vingt clubs prennent part au championnat qui prend la forme d'une poule unique où toutes les équipes se rencontrent deux fois au cours de la saison, à domicile et à l'extérieur. À la fin de la saison, les quatre derniers sont relégués et remplacés par les quatre meilleurs clubs de la National League, la deuxième division nigériane.
C'est le club d'Enugu Rangers qui remporte la compétition cette saison en terminant en tête du classement final, avec trois points d'avance sur Rivers United et six sur Wikki Tourists. C'est le septième titre de champion du Nigeria de l'histoire du club. La véritable surprise vient du bas du classement avec la contre-performance du vice-champion en titre, Warri Wolves FC, qui termine la saison à la 17e place du classement, synonyme de relégation.
Avant le démarrage de la saison, deux clubs de Port Harcourt (Dolphin FC et Sharks FC) fusionnent pour donner naissance à la formation de Rivers United.

## Qualifications continentales
Les deux premiers du classement se qualifient pour la prochaine Ligue des champions tandis que le club classé 3e et le vainqueur de la Coupe du Nigeria obtiennent leur place pour la Coupe de la confédération.

## Les clubs participants
- Abia Warriors FC
- Akwa United FC
- Plateau United - Promu de National League
- Rivers United
- El-Kanemi Warriors
- Enugu Rangers
- Enyimba FC
- Giwa FC
- Heartland FC
- Ifeanyi Ubah FC
- Kano Pillars
- Niger Tornadoes FC - Promu de National League
- Lobi Stars FC
- Nasarawa United FC
- Ikorodu United - Promu de National League
- Shooting Stars SC
- Sunshine Stars FC
- MFM FC - Promu de National League
- Warri Wolves FC
- Wikki Tourists

## Compétition
Le barème de points servant à établir le classement se décompose ainsi :
- Victoire : 3 points
- Match nul : 1 point
- Défaite : 0 point

### Classement
| Rang | Équipe              | Pts | J  | G  | N  | P  | Bp | Bc | Diff |
| ---- | ------------------- | --- | -- | -- | -- | -- | -- | -- | ---- |
| 1    | Enugu Rangers       | 63  | 36 | 18 | 9  | 9  | 53 | 37 | +16  |
| 2    | Rivers United       | 60  | 36 | 19 | 3  | 14 | 38 | 29 | +9   |
| 3    | Wikki Tourists FC   | 57  | 36 | 16 | 9  | 11 | 45 | 28 | +17  |
| 4    | Ifeanyi Ubah FCC    | 56  | 36 | 16 | 8  | 12 | 37 | 33 | +4   |
| 5    | Lobi Stars FC       | 55  | 36 | 16 | 7  | 13 | 41 | 35 | +6   |
| 6    | Sunshine Stars FC   | 53  | 36 | 14 | 11 | 11 | 44 | 37 | +7   |
| 7    | Kano Pillars        | 52  | 36 | 15 | 7  | 14 | 47 | 40 | +7   |
| 8    | El-Kanemi Warriors  | 51  | 36 | 16 | 3  | 17 | 37 | 42 | -5   |
| 9    | Enyimba FCT         | 50  | 36 | 14 | 8  | 14 | 34 | 35 | -1   |
| 10   | Nasarawa United FC  | 50  | 36 | 16 | 2  | 18 | 41 | 43 | -2   |
| 11   | Niger Tornadoes FCP | 49  | 36 | 15 | 4  | 17 | 40 | 42 | -2   |
| 12   | Plateau UnitedP     | 48  | 36 | 13 | 9  | 13 | 33 | 36 | -3   |
| 13   | Abia Warriors FC    | 48  | 36 | 12 | 12 | 12 | 35 | 39 | -4   |
| 14   | Akwa United FC      | 47  | 36 | 13 | 8  | 15 | 45 | 46 | -1   |
| 15   | Shooting Stars SC   | 47  | 36 | 14 | 5  | 17 | 41 | 48 | -7   |
| 16   | MFM FCP             | 45  | 36 | 12 | 9  | 15 | 36 | 40 | -4   |
| 17   | Warri Wolves FC     | 45  | 36 | 12 | 9  | 15 | 29 | 38 | -9   |
| 18   | Heartland FC        | 43  | 36 | 11 | 10 | 14 | 24 | 29 | -5   |
| 19   | Ikorodu UnitedP     | 32  | 36 | 7  | 11 | 18 | 32 | 55 | -23  |
| 20   | Giwa FC exclu       | 14  | 15 | 4  | 2  | 9  | 11 | 20 | -9   |

|  | Qualification pour la Ligue des champions de la CAF 2017                                 |
|  | Qualification pour la Coupe de la confédération 2017                                     |
|  | Relégation en Division One                                                               |
|  | T : Tenant du titre C : Vainqueur de la Coupe du Nigeria P : Promu de la National League |

- Giwa FC est exclu du championnat après avoir déclaré forfait lors de trois rencontres. Tous ses résultats sont annulés.

## Bilan de la saison
| Championnat du Nigeria de football 2016 |                          |
| Champion                                | Enugu Rangers (7e titre) |
| Coupes et trophées                      |                          |
| Vainqueur de la Coupe du Nigeria 2016   | Ifeanyi Uba United       |
| Qualifications continentales            |                          |
| Ligue des champions de la CAF 2017      | Enugu Rangers            |
| Ligue des champions de la CAF 2017      | Rivers United            |
| Coupe de la confédération 2017          | Wikki Tourists           |
| Coupe de la confédération 2017          | Ifeanyi Ubah FC          |
| Promotions et relégations               |                          |
| Promus en Premier League                | Katsina United           |
| Promus en Premier League                | Gombe United             |
| Promus en Premier League                | Remo Stars               |
| Promus en Premier League                | ABS FC                   |
| Relégués en National League             | Warri Wolves FC          |
| Relégués en National League             | Heartland FC             |
| Relégués en National League             | Ikorodu United           |
| Relégués en National League             | Giwa FC                  |